# Huawei Mate 20

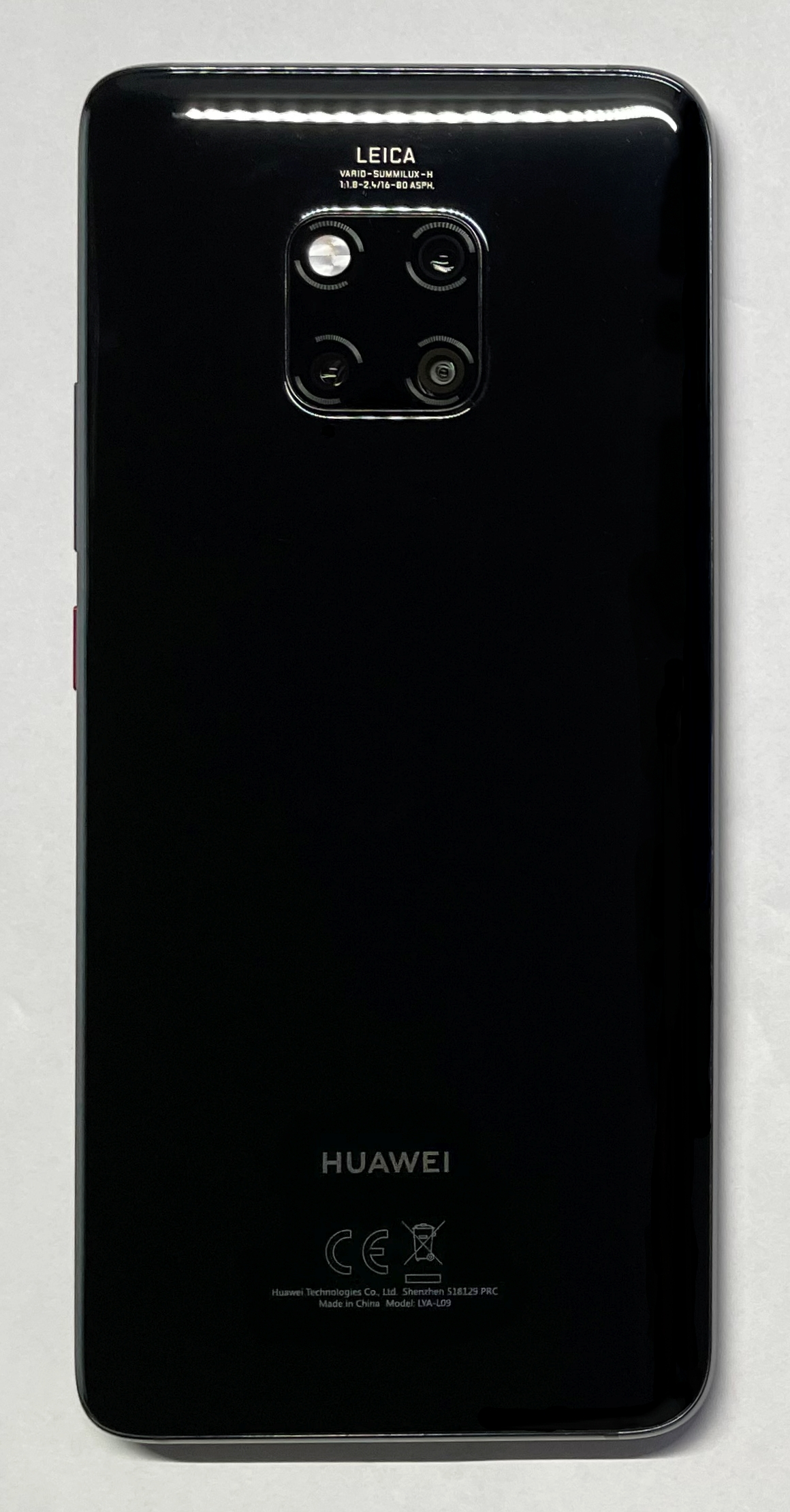
Fotografie Huawei Mate 20 (spate)

Huawei Mate 20 este un model de telefon lansat de catre Huawei in 2018. Exista mai multe variante de mate 20 printre care: mate 20 lite,mate 20 pro si mate 20 x, cel mai performant fiind mate 20 pro, flagship-ul lui Huawei din 2018.